# Горово (област Бургас)
 За другото българско село вижте Горово (Област Смолян).  
Горово е село в Югоизточна България. То се намира в община Сунгурларе, област Бургас.

## География
Селото се намира на 5 км от общинския център Сунгурларе, на 22 км от Карнобат и на 75 км от областния център Бургас.

## Население

### Етнически състав
Преброяване на населението през 2011 г.
Численост и дял на етническите групи според преброяването на населението през 2011 г.:
|                     | Численост |
| Общо                | 31        |
| Българи             | 29        |
| Турци               | -         |
| Цигани              | _         |
| Други               | -         |
| Не се самоопределят | -         |
| Неотговорили        | 2         |